# Lotus garcinii
Lotus garcinii är en ärtväxtart som beskrevs av Dc. Lotus garcinii ingår i släktet käringtänder, och familjen ärtväxter. Inga underarter finns listade i Catalogue of Life.